# 小普里齊基
49°51′31″N 31°5′47″E / 49.85861°N 31.09639°E
小普里茨基（烏克蘭語：Малі Прицьки）是位於烏克蘭北部的村莊，由基辅州奧布希夫區的米羅尼夫卡市鎮負責管轄。該村始建於1600年，面積5.65平方公里，海拔高度156米，2001年人口37，人口密度每平方公里6.6人。